# Пернілла Віберг
Пернілла Віберг  (швед. Pernilla Wiberg, 15 жовтня 1970) — шведська гірськолижниця, дворазова олімпійська чемпіонка, олімпійська медалістка, чотириразова чемпіонка світу, призерка чемпіонатів світу.

## Виступи на Олімпіадах
| Олімпіада           | Дисципліна              | Місце  |
| ------------------- | ----------------------- | ------ |
| Альбервіль 1992     | супергігантський слалом | 12     |
| Альбервіль 1992     | гігантський слалом      | 1      |
| Альбервіль 1992     | слалом                  | участь |
| Ліллехаммер 1994    | швидкісний спуск        | 9      |
| Ліллехаммер 1994    | супергігантський слалом | 4      |
| Ліллехаммер 1994    | гігантський слалом      | участь |
| Ліллехаммер 1994    | слалом                  | 4      |
| Ліллехаммер 1994    | гірськолижна комбінація | 1      |
| Нагано 1998         | швидкісний спуск        | 2      |
| Нагано 1998         | супергігантський слалом | =14    |
| Нагано 1998         | гігантський слалом      | 11     |
| Нагано 1998         | слалом                  | участь |
| Нагано 1998         | гірськолижна комбінація | участь |
| Солт-Лейк-Сіті 2002 | швидкісний спуск        | 14     |
| Солт-Лейк-Сіті 2002 | супергігантський слалом | 12     |